# (31032) Scheidemann
(31032) Scheidemann ist ein Asteroid des Hauptgürtels, der am 20. April 1996 von dem belgischen Astronomen Eric Walter Elst am La-Silla-Observatorium der Europäischen Südsternwarte in Chile (IAU-Code 809) entdeckt wurde.
Der Asteroid wurde am 8. Oktober 2014 nach dem deutschen Komponisten, Organisten und Musiklehrer Heinrich Scheidemann (um 1596–1663) benannt, der ab 1629 bis zu seinem Tode Organist an der Hamburger Katharinenkirche war und als Mitbegründer der Norddeutschen Orgelschule angesehen wird.